# يوري رادونياك
يوري رادونياك (بالروسية: Радоняк, Юрий Михайлович)‏ (8 سبتمبر 1935 – 28 مارس 2013) هو ملاكم من الاتحاد السوفيتي راحل، مثّل بلاده في الألعاب الأولمبية الصيفية 1960.

## روابط خارجية
يوري رادونياك على موقع أوليمبيديا (الإنجليزية)